# Jesús Orozco Alfaro
Jesús Orozco Alfaro es un político mexicano, miembro del partido Partido Revolucionario Institucional. Nació el 12 de agosto de 1956 en la ciudad de Colima, Colima siendo hijo de Agustín Orozco Moctezuma y de Carmen Alfaro de Orozco. 

## Juventud
Sus estudios primarios los realizó en la escuela "Miguel Hidalgo", los secundarios en la Secundaria n.º 1 de Colima y el bachillerato en el Plantel n.º 1, incorporado a la Universidad de Colima. Es Licenciado en Economía de la Universidad Nacional Autónoma de México graduándose con el mejor promedio por lo que recibió la Medalla "Gabino Barreda" de la UNAM, realizando estudios de posgrado en la Universidad de París.

## Inicios en el PRI
Como miembro del Partido Revolucionario Institucional, ha desempeñado los cargos de administrador general de la Aduana de Manzanillo, coordinador general del COPLADE colimense, asesor del gobernador del Estado, director del CEPES, secretario de Planeación Política y secretario de Organización del CDE del PRI en Colima. Fue presidente Municipal de Colima de 1992 a 1994 así como también presidente del Instituto Estatal de Administración Pública y del Colegio de Economistas. Fue senador de México en las Legislaturas LVI y LVII y diputado federal en la LVIII Legislatura.

## Miembro del PRD
En diciembre de 2002 renuncia al PRI y es elegido candidato por el Partido de la Revolución Democrática a la gubernatura del estado de Colima durante las elecciones de 2003. Al igual que Armando González Manzo, fue señalado como posible candidato a gobernador en las Elecciones estatales de Colima de 2009, pero ambos junto a Reené Díaz Mendoza presentaron al entonces secretario de finanzas del gobierno del Distrito Federal, Mario Delgado Carrillo, como precandidato de la corriente Izquierda Unida.

## Regreso al PRI
Luego de la postulación de Alberto Ochoa Manzur como candidato a gobernador por el PRD en las Elecciones estatales de Colima de 2009, se deslindó del partido y apoyó al candidato Mario Anguiano Moreno del Partido Revolucionario Institucional junto con el perredista Armando González Manzo. Fue Secretario General de Gobierno del Estado de Colima hasta la designación de René Rodríguez Alcaraz como nuevo secretario de gobierno su designación como secretario de Administración y Finanzas. El 22 de noviembre de 2011 la Comisión Nacional de Justicia Partidaria del PRI su reafiliación junto con los antiguos panistas Nabor Ochoa López, Juan Roberto Barbosa López y el experredista Armando González Manzo.